# Jutta Leerdam
Jutta Leerdam ('s-Gravenzande, 1998. december 30. –) olimpiai ezüstérmes holland gyorskorcsolyázó.

## Karrierje
2022-ben részt vett a pekingi téli olimpián, ahol ezüstérmet szerzett 1000 méteren.

## Magánélete
2023-ban vállalta fel szerelmi kapcsolatát Jake Paul amerikai ökölvívóval.